# Heitor da Silva Costa
Heitor da Silva Costa (Rio de Janeiro, 25 de julho de 1873 – Rio de Janeiro, 21 de abril de 1947) foi um engenheiro brasileiro e autor de um dos maiores monumentos do Brasil, o Cristo Redentor.

## Biografia
Engenheiro e professor da Escola Politécnica do Rio de Janeiro (1914). Dedicou-se à construção de vários edifícios, igrejas e monumentos religiosos: monumentos ao Barão do Rio Branco, Imperador D. Pedro II, Pasteur.
Responsável pelo Cristo Redentor, (1923), o qual ganhou o Prêmio Paulo de Frontin (do Clube de Engenharia); em Petrópolis foi responsável pela construção da Catedral São Pedro de Alcântara, da Capela do Colégio Notre Dame de Sion, em 1940, do Trono de Fátima, inaugurado em 1947, entre outros.
Existe um raro livro contando sobre sua história chamado "O Rio Maravilhoso", de Amândio Soares.
No Cristo Redentor as pedras de sabão originais foram todas coladas a partir de pedaços por senhoras e senhoritas do Rio de Janeiro. A maior parte, ou toda a verba,[carece de fontes?] foi doada por fiéis. O real criador do projeto do Cristo Redentor foi o próprio Heitor, não como dizem mitos que teria sido o escultor francês de origem polonesa Paul Landowski. Apenas uma réplica de quatro metros feita de pequenos moldes e modelos das mãos foram feitos pelo colaborador. Todos os fatos, além de outros, foram comprovados pelo programa de televisão Detetives da História produzido pelo History Channel.